# George Eastman
George Eastman, född 12 juli 1854 i Waterville, delstaten New York, död 14 mars 1932 i Rochester, delstaten New York (självmord), var en amerikansk uppfinnare inom fotografi.
Eastman grundade företaget Eastman Kodak Company. Han vidareutvecklade rullfilmen och gjorde därmed fotografering mer allmänt tillgänglig . Den var också förutsättningen för den rörliga biograffilmen. Den 4 september 1888 registrerade Eastman varumärket Kodak och tog patent på sin kamera, som använde rullfilmen.
1925 lämnade Eastman företagsledningen och blev styrelseordförande. Genom den förmögenhet som han hade skapat genom företaget kunde han i stället ägna sig åt filantropisk verksamhet. Med tiden drabbades han av svåra ryggbesvär. Någon egentlig diagnos finns inte, men det är sannolikt att han led av ryggradsförträngning, vilket orsakade svåra smärtor och svårighet att gå. Han blev allt mera deprimerad i vetskapen om att han skulle bli hänvisad till ett liv i rullstol. Han hade upplevt situationen tidigare, då hans mor hade varit rullstolsburen de två sista åren av sitt liv. 1932 sköt han sig med ett skott i hjärtat och lämnade ett meddelande efter sig: ”Mitt arbete är färdigt. Varför vänta?”